# Alexandre Beglov
Pour les articles homonymes, voir Beglov.
Alexandre Dmitrievitch Beglov (Алекса́ндр Дми́триевич Бегло́в), né à Bakou en RSS d'Azerbaïdjan, le 19 mai 1956, est un homme politique russe, actuel gouverneur de Saint-Pétersbourg.
Il a le grade civil de conseiller d'État effectif de la fédération de Russie de 1re classe.

## Biographie
Beglov est diplômé en 1983 comme ingénieur industriel de l'Université d'État d'architecture et de génie civil de Léningrad et en 2003 de l'Académie d'administration publique du Nord-Ouest.
Il est nommé gouverneur par intérim de Saint-Pétersbourg en octobre 2018 et aux élections de 2019, Beglov, officiellement indépendant et soutenu par Russie unie, dont il est membre jusqu'en 2012 , est élu avec 64,43% des voix. Il est membre non-permanent du Conseil de sécurité de Russie.

## Distinctions
- Ordre du Mérite pour la Patrie de IVe classe

## Sanctions
En réponse à l'invasion de l'Ukraine par la Russie en 2022, les États-Unis, la Grande-Bretagne et le Canada frappent en avril 2022 plusieurs personnalités russes de sanctions (gel éventuel des avoirs et interdiction de territoire) dont Alexandre Beglov.

## Vie privée
Il est l'époux de Natalia Beglova et ont trois enfants. Son épouse préside le département d'enregistrement civil à l'intérieur de l'administration de la ville de Saint-Pétersbourg. Une fille est à la tête du comité de la culture légale de Saint-Pétersbourg.